# Correbia oberthueri
Correbia oberthueri là một loài bướm đêm thuộc phân họ Arctiinae, họ Erebidae.